# گابی نوواک
گابی نوواک (Gabi Novak) خواننده مشهور کروات در سبک‌های پاپ و جاز، ۸ ژوئیه ۱۹۳۶ در برلین، آلمان، متولد شد. پدرش، دورو نوواک، اهل هوار، کرواسی، و مادرش، الیزابت ریمان، آلمانی بود. در اوایل جنگ جهانی دوم، خانواده‌اش به هوار نقل مکان کردند.
گابی نوواک در دهه ۱۹۶۰ به شهرت رسید. او با آهنگساز و خواننده مشهور، آرسن دِدیچ، در سال ۱۹۷۳ ازدواج کرد. آن‌ها یک پسر به نام ماتیا دارند که یک پیانیست جاز معروف است.
گابی نوواک تاکنون جوایز متعددی دریافت کرده است. از جمله جوایز پُورین برای بهترین اجرای جاز (۲۰۰۲)، آلبوم سال (۲۰۰۳)، بهترین اجرای خواننده زن (۲۰۰۳)، بهترین آلبوم پاپ (۲۰۰۳)، و جایزه دستاورد زندگی (۲۰۰۶). او همسر آرسن ددیچ، خواننده و ترانه‌سرای برجستهٔ کروات است که در سال ۱۹۷۳ با وی ازدواج کرد. نوواک در دههٔ ۱۹۶۰ به شهرت رسید.

## زندگی‌نامه
گابی نوواک در برلین در خانواده‌ای متشکل از پدری کروات به نام جورو نوواک، اهل خوار (جزیره)، و مادری آلمانی به نام الیزابت رایمان از برلین، به دنیا آمد. او دوران کودکی خود را در زادگاهش سپری کرد، اما بعداً به جمهوری فدرال سوسیالیستی یوگسلاوی نقل مکان کرد. پدرش در سال ۱۹۴۵ کشته شد.
نوواک ابتدا با آهنگساز برجسته، استیپیتسا کالوژرا، ازدواج کرد اما در سال ۱۹۷۰ از او جدا شد. سپس در ۳۰ مارس ۱۹۷۳ با آرسن ددیچ ازدواج کرد. آرسن ددیچ، علاوه بر شهرتش به عنوان خواننده-ترانه‌سرا، آهنگ‌های زیادی برای نوواک ساخت. آن‌ها پسری به نام ماتیجا دارند که امروزه یک پیانیست برجستهٔ سبک جز است.

### دهه‌های ۳۰ و ۴۰: کودکی و خانواده
پدرش، جورو نواک، یک کروات اهل هفار بود و به‌عنوان مهندس کشتی‌سازی فعالیت می‌کرد، در حالی که مادرش، الیزابت رایمان، اصالتاً اهل برلین بود. این دو در سال ۱۹۳۴ در ساحل زادگاه پدرش با یکدیگر آشنا شدند و چند ماه بعد ازدواج کردند. در حالی که تنها یک ماه به برگزاری بازی‌های المپیک تابستانی ۱۹۳۶ در برلین باقی مانده بود، دخترشان گابریلا به دنیا آمد. در اکتبر همان سال، خانواده به اسپلیت نقل مکان کردند، جایی که پدرش در یک کارخانه کشتی‌سازی مشغول به کار شد. پس از پایان مأموریتش در آنجا، هر سه نفر به زادگاهش، هفار، بازگشتند.
با آغاز جنگ جهانی دوم، خانواده در زاگرب ساکن شدند، اما پس از مدتی کوتاه، گابی برای مراقبت به پدربزرگ و مادربزرگش در هفار سپرده شد. پیش از پایان جنگ، پدرش به همراه دیگران به جزیره ویس برده شد و توسط چریک‌های یوگسلاو کشته شد. پس از مرگ پدرش، گابی نزد مادرش در زاگرب بازگشت.
از کودکی علاقه زیادی به نقاشی داشت. استعداد موسیقایی خود را از پدربزرگش به ارث برده بود، اما هرگز رؤیای خواننده شدن را در سر نداشت؛ بلکه آرزو داشت طراح لباس شود.

### دهه ۵۰: تحصیلات متوسطه و «زاگرب فیلم»
پس از اتمام تحصیلات متوسطه در سال ۱۹۵۵ از مدرسه هنرهای کاربردی و طراحی زاگرب، با تخصص در طراحی گرافیک، گابی قصد داشت تحصیلات عالی خود را در آکادمی هنرهای زیبا ادامه دهد. بااین‌حال، به دلیل بیماری مادرش، مجبور به انصراف از این برنامه شد. او به‌عنوان رتوش‌گر در روزنامه سیاسی «ویسنیک» مشغول به کار شد و هشت ماه در آنجا ماند.
در سال ۱۹۵۶، او در آزمون استعدادیابی استودیوی تازه تأسیس انیمیشن «زاگرب فیلم» شرکت کرد که توسط دوشان ووکوتیچ بنیان‌گذاری شده بود. گابی در این استودیو به‌عنوان طراح و طراح صحنه استخدام شد. درحالی‌که مشغول کار بود، اغلب برای خود آواز می‌خواند و اوقات فراغتش را با خوانندگی در گروه کر سازمان فرهنگی «یوژا ولاهوویچ» به رهبری امیلیو کوستو می‌گذراند. در جشن سال نوی ۱۹۵۷، برای اولین بار، در برابر همکارانش پشت میکروفون آواز خواند.
مدتی بعد، کارگردان نیکولا کوستلاچ و آهنگساز الکساندر بوبانوویچ برای یافتن صدایی مناسب برای شخصیت یک دختر کوچک در فیلم کوتاه انیمیشنی Susret u snu («دیدار در خواب») به استودیو آمدند. گابی موردتوجه آن‌ها قرار گرفت و با تشویقشان، این نقش را پذیرفت. طی سه سال بعد، او صدای خود را به دو فیلم کوتاه دیگر، Inspektor se vratio kući! («بازگشت بازرس به خانه!») و Cowboy Jimmy («کابوی جیمی»)، قرض داد. آهنگ‌های این سه فیلم بعداً توسط شرکت «یوگوتون» روی صفحه موسیقی منتشر شد.
در این دوران، گابی با همکارش، طراح صحنه بوگدان دِبِنیاک، که ده سال از او بزرگ‌تر بود، رابطه‌ای نزدیک پیدا کرد. آن‌ها ازدواج کردند، اما این ازدواج تنها نه ماه دوام آورد و درنهایت به طلاق ختم شد.

### اواخر دهه ۵۰ و اوایل دهه ۶۰: ورود به دنیای موسیقی
پس از تجربه‌اش در صداپیشگی، گابی به‌تدریج به موسیقی روی آورد و در اواخر دهه ۵۰، حرفه خوانندگی خود را آغاز کرد. در سال ۱۹۵۷، آهنگساز و رهبر ارکستر اسلوونیایی، بویان آدامیچ، برای یافتن صداپیشه برای انیمیشن Gost («مهمان») به استودیوی فیلم‌سازی آمد و استعداد خوانندگی گابی را کشف کرد. او از گابی دعوت کرد تا در کنسرت بیگ‌بند او در لوبلیانا در تاریخ ۶ آوریل اجرا کند. ستاره اصلی این کنسرت خواننده اسلوونیایی ایوو روبیچ بود و دیگر شرکت‌کنندگان شامل ماریانا درژای، مایدا سپه و گروه «تیویدی» بودند. اجرای بعدی او به‌عنوان خواننده در سالن ارتش زاگرب برگزار شد.
یکی از نخستین آهنگ‌های او، Sretan put («سفر خوش»)، در فیلم «X-8» به کارگردانی نیکولا تانهوفر در سال ۱۹۵۸ گنجانده شد. در طول یک جم سشن در همان دوره، این فرصت را پیدا کرد که آهنگ Tea for Two («چای برای دو نفر») را در کنار لوئی آرمسترانگ اجرا کند.
در سال ۱۹۵۹، گابی با آهنگ Ljubav ili šala («عشق یا شوخی») در جشنواره زاگرب اولین اجرای خود را تجربه کرد و موفق شد جایزه اول را از آن خود کند. این موفقیت باعث شد که او به‌طور کامل از طراحی و انیمیشن کناره‌گیری کرده و خود را به‌طور جدی وقف خوانندگی کند. در همین جشنواره، او با خواننده و آهنگساز آرسن ددیچ آشنا شد و دوستی نزدیکی میان آن‌ها شکل گرفت.
در سال ۱۹۶۴، از طریق خواننده فرانسوی رنه لوبا و دوستش ترزا کسوویا، که علاوه بر یوگسلاوی در فرانسه نیز به فعالیت موسیقی می‌پرداخت، گابی پیشنهادی برای ادامه حرفه‌اش در فرانسه دریافت کرد. او به فرانسه سفر کرد، اما به دلیل مخالفت با برخی شرایط، از جمله کوتاه کردن موهایش و رنگ کردن آن به مشکی، این پیشنهاد را رد کرد. گابی به یوگسلاوی بازگشت و به فعالیت حرفه‌ای خود در سطح محلی ادامه داد، درحالی‌که در انتخاب آهنگ‌هایش دقت زیادی به خرج می‌داد.

### از دهه ۶۰ به بعد
در دهه‌های بعدی، گابی کنسرت‌های متعددی برگزار کرد و به‌طور منظم در جشنواره‌های موسیقی – هم محلی و هم بین‌المللی – شرکت کرد و جوایز مختلفی را به دست آورد. او آلبوم‌ها و تک‌آهنگ‌های زیادی منتشر کرد و جایگاه خود را به‌عنوان یکی از مهم‌ترین خوانندگان موسیقی پاپ و جاز در کرواسی تثبیت کرد.
گابی برنده دو جایزه معتبر «پورین» شد: یکی برای بهترین اجرای زنانه به خاطر آلبوم Pjesma je moj život («ترانه زندگی من»؛ ۲۰۰۳) و دیگری به‌خاطر مشارکت ویژه‌اش در موسیقی سرگرم‌کننده کرواسی (۲۰۰۶).
تا سال ۲۰۲۴، او همچنان در عرصه موسیقی فعال است و با اجراهای خود به میراث هنری‌اش ادامه می‌دهد.

## آثار
گابی نوواک در طول دوران حرفه‌ای خود آثار متعددی در سبک‌های پاپ و جز منتشر کرده است. بسیاری از آهنگ‌های او را آرسن ددیچ، همسرش، ساخته و تنظیم کرده است. از جمله آثار برجسته او می‌توان به "Pamtim samo sretne dane" (تنها روزهای خوش را به خاطر می‌آورم)، "Vino i gitare" (شراب و گیتارها) و "Kuća za ptice" (خانه‌ای برای پرندگان) اشاره کرد. او همچنین آلبوم‌های متعددی منتشر کرده و در اجراهای زنده و جشنواره‌های موسیقی حضور داشته است.

## جوایز
گابی نوواک برندهٔ چندین جایزهٔ معتبر Porin شده‌ است، از جمله بهترین اجرای جز (۲۰۰۲)، آلبوم سال (۲۰۰۳)، بهترین اجرای آواز زنانه (۲۰۰۳)، بهترین آلبوم پاپ (۲۰۰۳) و بهترین همکاری آوازی (۲۰۰۳). او در سال ۲۰۰۶ جایزهٔ یک عمر دستاورد را دریافت کرد.
- بهترین اجرای جز (۲۰۰۲)[۱۸]
- آلبوم سال (۲۰۰۳)[۱۹]
- بهترین اجرای آواز زنانه (۲۰۰۳)[۱۹]
- بهترین آلبوم پاپ (۲۰۰۳)[۱۹]
- بهترین همکاری آوازی (۲۰۰۳)[۱۹]
- جایزهٔ یک عمر دستاورد (۲۰۰۶).[۲۰]